# 彼得·威什-威爾森
彼得·威什-威爾森（Peter Whish-Wilson，1968年2月24日—）是一位澳洲政治人物，他的黨籍是澳洲綠黨。自2012年開始，他是代表塔斯馬尼亞州的澳大利亞參議院議員之一。他也是塔斯馬尼亞大學的講師。